# إد إليسما
إد إليسما (بالإنجليزية: Ed Elisma)‏ مواليد 9 أبريل 1975 في ميامي، هو لاعب كرة سلة أمريكي. بدأ مسيرته الاحترافية في سنة 1997. تم اختياره من قبل فريق سياتل سوبرسونيكس خلال الدرافت. يبلغ طوله 6 قدم 9 بوصة (2.1 م). لعب مع دينامو باسكت ساساري وسبيرو شارلوروا.

## روابط خارجية
- إد إليسما على موقع سبورتس رفرنس (الإنجليزية)
- إد إليسما على موقع كرة السلة الأوروبية.كوم (الإنجليزية)
- إد إليسما على موقع كلية كرة السلة في سبورتس رفرنس.كوم (الإنجليزية)
- إد إليسما على موقع ريلجم (الإنجليزية)
- إد إليسما على موقع بروبوليرز (الإنجليزية)
- إد إليسما على موقع سبورتس رفرنس (الإنجليزية)
- إد إليسما على موقع سبورتس رفرنس (الإنجليزية)